# Боб Кејн
Боб Кејн, рођен као Роберт Кан (Њујорк, 24. октобар 1915 – Лос Анђелес, 3. невембар 1998) био је амерички цртач стрипа и писац који се, заједно с Билом Фингером, наводи као аутор ДЦ-јевог суперхероја Бетмена. Године 1994. примљен је у дворану славних у индустрији стрипова Џек Кирбија и 1996. у дворану славних стрипова Вила Ајзнера.

## Младост и посао
Рођен је као Роберт Кан у Њујорку у породици источноевропских Јевреја. Његови родитељи, Августа и Херман Кан. Пријатељ средњошколаца колеге карикатуриста и будућег креатора Духа Вил Ајзнера, Роберт Кан је дипломирао на средњој школи ДеВит Клинтон, а затим је легално променио име у Роберт Кејн. Студирао је уметност у Купер Јуниону пре него што се "придружио Мек Флаишер студију као аниматор приправник у години 1934".

## Стрипови
Он је ушао у поље стрипа две године касније, 1936. године, слободан оригинални материјал за стрип Џери Игера Вау, Ват А Магазин !, укључујући и Хирам Хик. Следеће године, Кејн је почео да ради у Игровом каснијем студију, Ајзнер & Игер, који је био један од првих "пекера" стрипова који је произвео стрипове на захтев издавача који улазе у нови медиј током свог касног тридесетих и четрдесетих година 20. века. Међу његовим делима била је и смешна животињска прича "Питр Пап" - која је нарушавала његов изглед с призвуком "мистерије и претње" - објављена у комичном магазину В. Вегс и прештампана у Џамбо Комиксу Фикшн Хаус. Кејн је такође продуцирао рад преко Ајснера & Игера за две компаније које ће се касније удружити у ДЦ Комиксу, укључујући хумор "Џинџер Снеп" у Мор Фан Комикс, "Оскар д Гамшу" за Детективске стрипове и "Професор Дулитл" за Едвентр Комикс. За тај последњи наслов наставио је своју прву авантуристичку игру, "Расти енд хиз Пелс".
Бетмен
Почетком 1939. године, успех ДЦ-а са суперхеројем Суперменом у акцији стрипова навео је уреднике да се боре за још таквих хероја. Као одговор на то, Боб Кејн је замислио "Бет-Мен" Кејн је рекао да је његов утицај на лик укључивао филмски приказ глумца Дагласа Фербенкса о зверу; Дијаграм Леонарда да Винчија о орнитоптеру, летећој машини са огромним крилима налик палици; и филм из 1930. Д Бет Виспрс, заснован на мистериозном роману Мери Ринхрт Д Циркулар Стеркејс (1908).
Бил Фингр се придружио наслеђеном студију Боб Кејна 1938. године. Он је тежак писац и хонорарни продавац обуће, упознао је Кејна на забави, а Кејн му је касније понудио духа за посао који је писао траке Расти и Клип Керсон.
Фингр је рекао да је понудио такве сугестије као што је дати карактеру капуљачу и огртач уместо крила; додавање рукавица; остављајући празна места за маску; и уклањање светлоцрвених делова оригиналног костима, сугеришући уместо тога сиво-црну шему боја. Фингр је даље рекао да је на његове сугестије утицао филм Д Фантом из Ли Фолка, синдикални стрип са којим је Кејн такође био упознат. Фингр, који је рекао и да је осмислио цивилно име лика, Брус Вејн, написао је прву причу о Бетмену, док је Кејн дао уметност. Кејн, који је већ поднео предлог за Бетман у ДЦ-у и имао уговор, једина је особа која је добила признање за Бетменово стварање.
Робин
Бил Фингр се сетио тога,
Кејн, који је раније створио помоћника за Питера Папа, предложио је да се дода дечак по имену Меркур који би носио "супер-костим". Робинзон је сугерисао нормалног човека, заједно са именом "Робин", после књиге Робина Худа које је прочитао током детињства, и навевши да је у интервјуу 2005. године био инспирисан илустрацијама Н. Ц. Вајат из једне књиге. Нови лик, сироче циркуски извођач Дик Грејсон, инспирише многе сличне помоћнике током Златног доба стрипова.
Џокер
Бетменов непријатељ Џокер је уведен у исто време (пролеће 1940). Заслуга за стварање тог лика је спорна.

## Каснији живот и каријера
Године 1966. Кејн се повукао из ДЦ Комикса, одлучивши да се фокусира на ликовну уметност. Док је Кејново писање стрипова постајало сужено шездесетих година, он је свој статус у Бетмену претворио у мање познате личности. У телевизијској анимацији уживао је у пост-стрип каријери, стварајући ликове Храбар мачак и Кул МекКул, а као сликар показао је своје радове у уметничким галеријама, иако су неке од тих слика произвели уметници духови. ДЦ Комикс је назвао Кејна 1985. године као један од добитника на 50. годишњици компаније Фифти Ху Мејд ДиСи Грејт. Године 1989, Кејн је објавио аутобиографију Бетмен и ја, са ажурираним издањем Бетман и ја, Д Сага Континијус, 1996.
Кејн је радио као консултант на филму Бетмен из 1989. године.
Стен Ли је интервјуисао Кејна у документарној серији Велике књиге стрипова.

## Награде и достигнућа
Кејн је уведен у Дворану славних Џек Кирбија 1994. и Хол оф Фејм књиге Вила Ајзнера 1996.
Дана 21. октобра 2015. године, за свој рад на филму, постхумно је добио звезду на Холивудској шетњи славе.
Кејнови радови су смештени у колекцијама Музеја модерне уметности у Њујорку, Музеја америчке уметности Витни и Универзитета Сант Џонс.